# 中央ふ頭クルーズセンター
中央ふ頭クルーズセンター（ちゅうおうふとうクルーズセンター）は、福岡市博多区沖浜町24番25号（博多湾中央ふ頭の先端部）にある外国航路のための旅客船ターミナルであり、主に不定期に寄港する国際クルーズ客船などの発着が行われる福岡市の施設である。港湾法上は博多港の港湾施設である。

なお、本施設は、ここから南東約400メートルの沖浜町14番1号（中央ふ頭の中央部）にある博多港国際ターミナルの分館として位置づけられている。本館である博多港国際ターミナルにおいては、主に日本の博多港と韓国の釜山港と結ぶ定期航路などの発着が行われる。
近年はバイクやカスタムカーのスポットになっており、昼夜を問わず集まっている。特に夜間から深夜にかけて集まる複数のバイクによる爆音が周辺住民を毎晩のように悩ましており、福岡県警察が対応にのりだしている。

## 沿革

### 物流機能の再編と国際旅客船ターミナルの増強
博多港では、国際定期航路として1990年（平成2年）4月に琉球海運系の「福岡国際フェリー」により韓国麗水市の麗水港との航路が開設され、また、同年12月にはカメリアラインにより同国の釜山港との航路が開設されるなど、客船の往来が目立つようになったため、取りあえず中央ふ頭の西岸に仮設の待合所と野積場を設けることにより対応されたが、国際クルーズ船のための旅客船ターミナルの設置が緊急の課題となっていた。また、中央ふ頭における物流機能に関しても、老朽化した上屋や倉庫を再編及び集約することにより機能の高度化を図る必要があった。これらの状況から、中央ふ頭全体の再開発計画が策定され、倉庫等の再編により「高度化倉庫」が整備され、その後に博多港国際ターミナルが、1991年（平成3年）7月に着工され、1993年（平成5年）4月1日に供用開始された。

しかし、2010年代中頃より博多港で急増するクルーズ船の寄港及び大型化に対応するには、本来が主に国際定期航路に対応している博多港国際ターミナルでは、大型クルーズ船の需要に応えられるCIQや旅客待合所を備えたターミナル施設などの受入環境が十分ではなく、また、大型クルーズ客船が着岸できる岸壁が1つしかなく、2隻が同時に着岸できないという状況が続いていた。

これらの状況に応えるために、中央ふ頭クルーズセンターが中央ふ頭の先端部で着工され、2015年（平成27年）5月17日に供用開始された。また、岸壁の不足に対しては、早急に国際クルーズ船のためのバースの整備を実施することとなり、国土交通省の直轄事業により、既存の岸壁（中央ふ頭5号岸壁、270m、水深：-10.0m）の先端を延長し、延長330mの岸壁（中央ふ頭6号岸壁、幅20m、水深：−10.5m）を整備する事業が2016年（平成28年）から2018年（平成30年）8月にかけて実施された。この結果、あわせて延長600mのバースが整備され、大型クルーズ船及び中型クルーズ船を2隻同時に受入れることが可能となり、また世界最大級の22万トン級クルーズ船の受入れも可能となった。

### 新型コロナウイルス感染症の影響
新型コロナウイルス感染症 (2019年)（COVID-19）の影響により、国際クルーズ客船の入港は2020年（令和2年）2月以降中止されており、旅客船ターミナルとしては利用されていない。
2021年（令和3年）6月以降、新型コロナウイルス感染症のワクチンの接種開始に伴い、中央ふ頭クルーズセンターは集団接種会場として活用されている。2021年6月21日から10月28日まで1回目・2回目接種の集団接種会場として利用されたのち、3回目接種が開始されたことにより翌2022年（令和4年）1月20日から4月30日まで再度集団接種会場として利用された。

## 施設概要

### 建築物
施設の建築物には、外国航路の旅客の検査に使用する施設、待合所などの旅客施設がある。CIQ棟には最大20台のブースの設置が可能であり、乗客数が4,000人から5,000人の大型クルーズ船を受入れる際にも、出入国審査の時間が短縮され、旅客の滞在時間を増やすことが可能となっている。

なお、施設の利用時間は、外国航路の客船の寄港日に合わせて定められており、これ以外の時間は、待合棟及びCIQ棟ホ－ルをイベント等で利用することができるとされている。
| 棟     | 主な施設                                                              | 面積       |
| ------ | --------------------------------------------------------------------- | ---------- |
| 待合棟 | ホール、X線室、管理事務室、トイレ、インフォメーション、倉庫、電気室等 | 1,365.80m2 |
| CIQ棟  | ホール、入国管理事務室、倉庫、トイレ等                                | 1,486.79m2 |

### 係留施設
中央ふ頭クルーズセンターの係留施設としては、中央ふ頭の西岸の中央ふ頭5号岸壁（延長：270m、水深：-10.0m）及び中央ふ頭6号岸壁（延長：330m、幅：20m、水深：−10.5m）が利用される。これらをあわせて延長600mのバースとして利用されることもある。

### 交通広場
ターミナルの敷地内には交通広場が整備されており、観光バス及びタクシーの待機場、駐車場等が機能的に配置されている。

### その他
施設内では福岡市が提供する公衆無線LANのサービス「Fukuoka City Wi-Fi」を利用することができる。

## 交通
公共交通機関については、天神方面及び博多駅方面とを結ぶバスの便が多く、バス停は南東約400メートルにある「博多港国際ターミナル」が最も近い。また、道路については、福岡都市高速道路が近くを通っており、福岡高速環状線の築港出入口や福岡高速1号香椎線の東浜出入口が近い。

## 寄港実績
博多港に寄港したクルーズ客船の例は次の通り。
| 船名                                                   | 運航会社                                 | 総トン数 | 初寄港日       |
| ------------------------------------------------------ | ---------------------------------------- | -------- | -------------- |
| スペクトラム・オブ・ザ・シーズ（Spectrum of the Seas） | ロイヤル・カリビアン・インターナショナル | 169,379  | 2019年6月15日  |
| オベーション・オブ・ザ・シーズ（Ovation of the Seas）  | ロイヤル・カリビアン・インターナショナル | 168,666  | 2016年7月5日   |
| クァンタム・オブ・ザ・シーズ（Quantum of the Seas）    | ロイヤル・カリビアン・インターナショナル | 168,666  | 2015年6月27日  |
| ノルウェージャン・ジョイ（Norwegian Joy）              | ノルウェージャン・クルーズライン         | 167,725  | 2017年7月4日   |
| マジェスティック・プリンセス（Majestic Princess）      | プリンセス・クルーズ                     | 144,216  | 2017年7月25日  |
| マリナー・オブ・ザ・シーズ（Mariner of the Seas）      | ロイヤル・カリビアン・インターナショナル | 139,863  | 2013年9月9日   |
| ボイジャー・オブ・ザ・シーズ（Voyager of the Seas）    | ロイヤル・カリビアン・インターナショナル | 138,194  | 2012年6月21日  |
| MSCスプレンディダ（MSC Splendida）                     | MSCクルーズ                              | 137,936  | 2018年5月3日   |
| コスタ・ベネチア（Costa Venezia）                      | コスタ・クルーズ                         | 135,225  | 2019年5月20日  |
| ダイヤモンド・プリンセス（Diamond Princess）           | プリンセス・クルーズ                     | 115,906  | 2014年5月3日   |
| サファイア・プリンセス（Sapphire Princess）            | プリンセス・クルーズ                     | 115,875  | 2014年5月24日  |
| コスタ・セレーナ（Costa Serena）                       | コスタ・クルーズ                         | 114,261  | 2015年4月30日  |
| ゴールデン・プリンセス（Golden Princess）              | プリンセス・クルーズ                     | 108,865  | 2016年6月7日   |
| コスタ・フォーチュナ（Costa Fortuna）                  | コスタ・クルーズ                         | 102,669  | 2016年4月24日  |
| ノルウェージャン・ジュエル（Norwegian Jewel）          | ノルウェージャン・クルーズライン         | 93,502   | 2018年3月28日  |
| セレブリティ・ミレニアム（Celebrity Millennium）       | セレブリティクルーズ                     | 91,011   | 2015年2月19日  |
| コスタ・アトランチカ（Costa Atlantica）                | コスタ・クルーズ                         | 85,619   | 2013年8月6日   |
| ウエステルダム（Westerdam）                            | ホーランド・アメリカ・ライン             | 82,862   | 2018年10月19日 |
| エクスプローラー・ドリーム（Explorer Dream）           | ドリームクルーズ                         | 75,338   | 2019年4月28日  |
| コスタ・ビクトリア（Costa Victoria）                   | コスタ・クルーズ                         | 75,166   | 2012年5月20日  |
| ピアノ・ランド（Piano Land）                           | アストロ・オーシャン・クルーズ           | 69,840   | 2019年11月11日 |
| クリスタル・セレニティ（Crystal Serenity）             | クリスタル・クルーズ                     | 68,870   | 2016年4月10日  |
| MSCリリカ（MSC Lirica）                                | MSCクルーズ                              | 65,591   | 2016年4月29日  |
| アムステルダム（Amsterdam）                            | ホーランド・アメリカ・ライン             | 62,735   | 2014年10月7日  |
| フォーレンダム（Volendam）                             | ホーランド・アメリカ・ライン             | 61,214   | 2017年11月1日  |
| コスタ・ネオロマンチカ（Costa neoRomantica）           | コスタ・クルーズ                         | 56,769   | 2017年4月26日  |
| スーパースター・アクエリアス（SuperStar Aquarius）     | スタークルーズ                           | 51,309   | 2018年6月19日  |
| クリスタル・シンフォニー（Crystal Symphony）           | クリスタル・クルーズ                     | 51,044   | 2017年4月6日   |
| 飛鳥II（AsukaII）                                      | 郵船クルーズ                             | 50,142   |                |
| オイローパ2（Europa 2）                                | ハパグロイド・クルーズ                   | 42,830   | 2019年4月30日  |
| オーシャン・ドリーム（Ocean Dream）                    | ピースボートクルーズ                     | 35,265   | 2012年4月25日  |
| シーボーン・ソジャーン（Seabourn Sojourn）             | シーボーン・クルーズ                     | 32,477   | 2016年3月23日  |
| オイローパ（Europa）                                   | ハパグロイド・クルーズ                   | 28,890   | 2017年4月9日   |
| ぱしふぃっくびいなす（Pacific Venus）                  | 日本クルーズ客船                         | 26,594   |                |
| チャイニーズ・タイシャン（Chinese Taishan）            | 渤海クルーズ                             | 24,427   | 2014年11月29日 |
| にっぽん丸（Nippon Maru）                              | 商船三井客船                             | 22,472   |                |
| スター・レジェンド（Star Legend）                      | ウインドスター・クルーズ                 | 9,961    | 2018年4月8日   |